# Djmawi Africa
Djmawi Africa est un groupe de musique algérien de Gnawa. Le groupe fondé à Alger en 2004 à l'occasion d'un concert estudiantin par Ahmed Ghouli, Fethi Nadjem & Benlarbi Zohir, le groupe a fêté ses dix ans en concert le 31 décembre 2014 à la salle Ibn Khaldoun, à Alger.

## Biographie
Le groupe s'est formé en 2004 à Alger lors d'un concert étudiant et est composé de 9 personnes. Cette formation a connu un énorme succès dans la capitale algérienne, et après quelques années, le groupe jouit d'une renommée internationale. Il fut invité dans plusieurs festivals partout dans le monde, tels que le festival de jazz de Ouagadougou, le festival Tribute to Africa organisé par l'ICCR (Indian Council for Cultural Relations), le festival "Tapis volant", organisé par l'AMI (association d'Aide aux Musiques innovatrices), ou encore la 11e édition du Festival du monde arabe de Montréal.
En 2008, la sortie de leur premier album, Mama, est suivie d'une tournée en Algérie. Cette tournée est retracée dans un DVD intitulé Mama Tour.
En 2013 le groupe sort son 2e album Avancez l’arrière.
En 2016 un des membres initiaux, Ahmed Ghouli quitte le groupe pour entamer une carrière solo sous le nom de "Djam".
En 2016, le groupe entame une tournée d'envergure à l'international à travers des participations à des festivals de renom tel que le : Babel Med (Marseille, France), Journées Musicales de Carthage (Tunisie), Amsterdam Roots Festival (Pays-bas), Festival Timitar (Maroc), Festival de Rai d'Oujda (Maroc), Colors of Ostrava Festival (Rép. Techèque), Festival Rock en Seine (France), Les Machines de Nantes (France), Okarina Festival (Bled). En 2017, le groupe enchaîne avec une participation aux festivals : Festival International de Jazz de Montréal (Canada), Festival Gnaoua et Musiques du Monde d'Essaouira (Maroc)
Au fil des années, Djmawi Africa a participé à de nombreux festivals et événements musicaux, tant en Algérie qu'à l'étranger. Leur présence sur scène est souvent saluée pour son énergie contagieuse et son mélange harmonieux de traditions musicales diverses. Le groupe a réussi à attirer un public varié, transcendant les frontières musicales et culturelles.
En 2021, le groupe a sorti son dernier Album "Amchi".

## Composition du groupe
- Abdelaziz El ksouri : Guitare électrique
- Amine Lamari : Percussions, Flute
- Issam Bosli : Chant, Gumbri, Guitare
- Fethi Nadjem : Violon, Mandole, Kora
- Karim Kouadria : Guitare basse
- Mhamed Shihadeh : Clarinette, Saxophones (Soprano, Alto)
- Nazim Ziad : Batterie
- Zohir Ben Larbi : Percussions : Djembé, Derbouka, Congas
- Koussaila Adjerad : Saxophone, Chant (rejoint le groupe en 2019)

## Anciens membres
- Mehdi Kerbal : Percussions (a quitté le groupe fin 2009)
- Ahmed Ghouli : Chant (a quitté le groupe en janvier 2016)

## Discographie
- 2007 : Mama (Belda Diffusion)
- 2011 : Echfa (Mama Tour) (DVD de concert)
- 2013 : Avancez l'arrière (Sous Sol Box)
- 2016 : El Best Of (KeyZit/Sous Sol Box)
- 2021 : Amchi ( Sous Sol Box )